# PsiQuantum
PsiQuantum (anciennement PsiQ) est une entreprise américaine spécialisée en informatique quantique, basée à Palo Alto, en Californie. Elle développe un ordinateur quantique photonique (basé sur des « qubits photoniques ») tolérant aux erreurs, à usage général et non pas basé sur des matériaux exotiques, mais sur des techniques existantes de semi-conducteurs.
Deux ordinateurs quantiques à usage général sont en projet, avec les gouvernements concernés, à Brisbane (Australie) et à Chicago (États-Unis).

## Historique
PsiQuantum a été créé en 2016 par des universitaires : Jeremy O'Brien, Terry Rudolph, Peter Shadbolt et Mark Thompson, chercheurs et professeurs à l'université de Bristol et à l'Imperial College London, en Angleterre.
En juillet 2021, une levée de 665 millions de dollars a été lancée auprès d'investisseurs, atteignant une valorisation de 3,15 milliards de dollars. BlackRock, Baillie Gifford et le fonds de capital-risque M12 de Microsoft en font partie.
En 2022, PsiQuantum et GlobalFoundries ont reçu des financements fédéraux américains pour la recherche et le développement en informatique quantique. L'entreprise collabore aussi avec le laboratoire de recherche de l'armée de l'air américaine et en 2023, DARPA a sélectionné PsiQuantum pour son programme Underexplored Systems for Utility-Scale Quantum Computing (US2QC). Le gouvernement britannique a également financé l'ouverture d'un centre de test cryogénique au Royaume-Uni.
En 2024, les gouvernements australien et du Queensland ont investi 940 millions de dollars australiens (250 millions de dollars américains en actions et prêts) pour construire le premier ordinateur quantique tolérant aux fautes à grande échelle à Brisbane. PsiQuantum prévoit de rendre le système opérationnel d'ici fin 2027. En juillet 2024, l'entreprise a signé un protocole d'accord avec cinq universités du Queensland pour développer des programmes éducatifs et collaborer sur des projets de recherche. En juillet 2024, PsiQuantum a annoncé un partenariat avec l'État de l'Illinois, le comté de Cook et la ville de Chicago pour participer à l'Illinois Quantum and Microelectronics Park, initié par le gouverneur JB Pritzker.
En mars 2025, PsiQuantum a levé 750 millions de dollars supplémentaires, portant sa valorisation à 6 milliards de dollars et le patron de Nvidia, après avoir estimé, plus tôt, que les ordinateurs quantiques ne seraient pas efficaces avant 20 ans, a néanmoins en mars 2025 annoncé créer un laboratoire de recherche en informatique quantique à Boston, une collaboration avec Harvard et le MIT, puis (en mai 2025) une participation dans PsiQuantum.